# Имплоzия
ИМПЛОZИЯ (импло́зия) — российская альтернативная рок-группа из Москвы, образованная родными братьями Артёмом и Эмилем Шум в 2012 году.

## История
Музыкой братья начинают заниматься ещё в школе, где собирают свои первые группы «Фобия», «Имплозия». В ранние годы стилистика неоднократно менялась, окончательно музыкальное направление сформировалось к началу 2012 года. К этому времени был написан совершенно новый материал, вместе с новыми музыкантами Антоном Сапфировым в роли второго гитариста и Михаилом Тумановым за барабанами.
За полгода, отобрав и завершив работу над песнями, группа приступает к записи своего дебютного альбома на студии «Gigant Record», звукорежиссёром которого был выбран Александр Кондратьев (гр.Tracktor Bowling). Всего за две недели работы в студии запись альбома была завершена.
После окончания записи группу покидают Антон Сапфиров и Михаил Туманов. Почти сразу на замену приходят Владимир Ванцов (гитара) и Борис Струков (барабаны).
25 октября 2012 года на крупнейшем российском лейбле Мистерия звука выходит альбом «Без Правил». Презентация состоялась 28 октября в столичном клубе «Gogol» при поддержке группы Пионерлагерь Пыльная Радуга. 31 октября на Нашем Радио состоялась премьера песни «Память» в программе «Родная речь», а также лайв-презентация альбома на Радио Маяк и Радио России.
Зимой 2013 года группа выпускает клип на песню «Плен» (режиссёр Глеб Чилимов), видео попадает в ротацию российского телеканала «Наше ТВ» и украинского телеканала «A-One».
Музыканты продолжают работать над новым материалом и в сентябре 2013 года выпускают сингл «Клеймо», в который входят одноименная композиция и кавер-версия песни «Самоотвод» группы Гражданская Оборона, одобренная Натальей Чумаковой, вдовой Егора Летова. Несмотря на работу в студии концертная деятельность не останавливается. Имплоzия открывает концерты P.O.D. и Drowning Pool в Санкт-Петербурге и Краснодаре. Презентация сингла проходит в столичном клубе Театр. Вскоре группу покидает Владимир Ванцов (Мертвые Дельфины, «ГильZа»). После очередной потери Имплоzия решает оставаться трио, но почти сразу же в состав возвращается Антон Сапфиров.
В 2014 году музыканты продолжают давать концерты, среди которых совместные выступления с группами «Небо Здесь», Ill Niño, а также на благотворительном фестивале «Владимирский Тяжеловоз», созданном в поддержку знаменитой на весь мир породы лошадей.
В 2015 году группа начинает работу над материалом для нового альбома, запись которого решает сделать снова на студии «Gigant Record» с Александром Кондратьевым. На этот раз процесс записи разделяется на две части. В перерывах между работой над альбомом Имплоzия продолжает концертную деятельность, выступая на фестивалях «Птица», «Живой», «Oz Рок», «Revolution open-air», а также открывает единственное выступление Godsmack в России в столичном клубе Arena Moscow. После записи первой части альбома в октябре 2015 года был выпущен клип на песню «Точка» (режиссёр Алексей Тихонюк).
В начале 2016 года музыканты возвращаются в студию для завершения записи. Летом 2016 года группа выступает на множестве фестивалей, среди которых «Грани», Живой, «Движение», «Владимирский Тяжеловоз».
Альбом «Инструкция Сердца» выходит 27 сентября 2016 года на лейбле «SelfMusic». Официальная презентация альбома проходит 20 октября в клубе «China-Town». Лайв-презентация проходит на Своём Радио в передаче Семёна Чайки «Живые», после чего Имплоzия отправляется в тур в поддержку альбома.
В июне 2017 года группа играет первый полноценный акустический концерт в рамках благотворительно фестиваля, проходившего в московском клубе «Volta» совместно с Вадимом Самойловым, ДМЦ, Дайте два, Йорш и другими. Имплоzия выступает в расширенном составе, в качестве третьего гитариста был приглашен Макс Горелов из гр. «Собачьи Маски». Концертная деятельность продолжается выступлениями на различных фестивалях. Осенью 2017 года выходит клип на песню «Маяк поколения» (режиссёр Алексей Тихонюк), который в том же году попадает в ротацию телеканала «Наше ТВ».
В 2018 году группа продолжает выступать, в том числе на различных фестивалях: «Улетай», «Звукоморье» и др., и приступает к написанию нового материала. В процессе работы возникает желание внести изменения в устоявшиеся каноны и разбавить их кардинально новыми идеями. Музыканты приглашают своего друга Романа Хомутского (7раса, «Los Bananas»). Из имеющегося материала выбирают композиции, которые в дальнейшем получают совершенно иные аранжировки.
Первым результатом такой совместной деятельности стал сингл «Детство», выпущенный в марте 2019 года. Песня записана на студии «DTH» (звукорежиссёр Илья Горохводацкий). Мастеринг выполнил Brian Lucey(работал также с Marilyn Manson, Green Day и мн. др.). Живая презентация сингла состоялась в мае 2019 года на канале «Наше ТВ». Летом 2019 года группа выступает на 20-м юбилейном фестивале Нашествие, международном фестивале искусств Meeting of Styles и других.
2 февраля 2021 года Имплоzия выпускает первый в дискографии группы ЕР «Жертвы реальности»выпустили EP «ЖЕРТВЫ РЕАЛЬНОСТИ» интервью Артёма Шума для портала Субкультура, в который вошли 4 песни, саунд-продюсером на этот раз был приглашён Андрей Алякринский. В поддержку мини-альбома выходит клип на песню «Рок-н-ролл»

## Участники

### Текущие участники
Артём Шум — вокалист, гитарист
Эмиль Шум — бас-гитарист
Григорий Соколов — барабанщик

### Бывшие участники
Михаил Туманов — барабанщик (2012)
Владимир Ванцов — гитарист (2012—2013)
Антон Сапфиров — гитарист (2012, 2014-2021)
Борис Струков  — барабанщик (2012-2021)

## Дискография

### Студийные Альбомы (LP)
- 2012 — Без Правил
- 2016 — Инструкция Сердца
- 2024 — Искры

### Синглы и EP
- 2013 — Клеймо
- 2019 — Детство
- 2021 — Жертвы реальности
- 2024 — Ранен любовью

## Видеография
Клипы:
- 2013 — «Плен»
- 2015 — «Точка»
- 2017 — «Маяк поколения»
- 2021 —  «Рок-н-ролл»
- 2024 — «Время потерянных»
- 2024 — «Поэту»

### Интервью
- Артём Шум для RockPage.me
- Интервью для Kreativ Magazine
- Интервью для MUSECUBE «В песнях должен быть протест»
- Для портала RBLOGGER
- Интервью о выходе альбома Инструкция Сердца для SameSound